# ISO 3166-2:KP
ISO 3166-2:KP è uno standard ISO che definisce i codici geografici delle suddivisioni della Corea del Nord; è un sottogruppo dello standard ISO 3166-2.
I codici sono assegnati alle suddivisioni di livello provinciale della Corea del Nord: 9 province, una città governata direttamente e una città speciale; sono formati da KP- (sigla ISO 3166-1 alpha-2 dello Stato), seguito da due cifre. Le altre suddivisioni amministrative di livello provinciale, cioè la Regione industriale di Kaesŏng, la Regione turistica di Kŭmgangsan, la Regione amministrativa speciale di Sinŭiju e Namp'o non sono (o non sono più) nella lista.

## Codici correnti
| Codice | Suddivisione            | Tipo                         |
| ------ | ----------------------- | ---------------------------- |
| KP-01  | Pyongyang               | città governata direttamente |
| KP-13  | Rasŏn                   | città speciale               |
| KP-14  | Namp'o                  | città speciale               |
| KP-15  | Kaesŏng                 | città                        |
| KP-02  | P'yŏngan Meridionale    | provincia                    |
| KP-03  | P'yŏngan Settentrionale | provincia                    |
| KP-04  | Chagang                 | provincia                    |
| KP-05  | Hwanghae Meridionale    | provincia                    |
| KP-06  | Hwanghae Settentrionale | provincia                    |
| KP-07  | Kangwon                 | provincia                    |
| KP-08  | Hamgyŏng Meridionale    | provincia                    |
| KP-09  | Hamgyŏng Settentrionale | provincia                    |
| KP-10  | Ryanggang               | provincia                    |